# Katholieke Kerk in Guatemala

Guatemala

De Katholieke Kerk in Guatemala is een onderdeel van de wereldwijde Katholieke Kerk onder het leiderschap van de paus en de curie.
De meerderheid van de bevolking van Guatemala is katholiek. Verschillende gebruiken uit de Mayacultuur worden er nog in min of meerdere mate in ere gehouden. Na 1871 werd de Katholieke Kerk vervolgd in Guatemala en werden haar bezittingen geconfisqueerd door het liberale, antiklerikale bewind van presidenten García Granados (1871-1873) en Rufino Barrios (1873-1885). In de Grondwet van 1956 werd de vrijheid van godsdienst vastgelegd, evenals het recht van kerken op grondbezit; ook godsdienstonderwijs op de scholen is sinds 1958 weer toegestaan. 
Apostolisch nuntius voor Guatemala is sinds 17 april 2020 aartsbisschop Francisco Padilla.

## Territoriale indeling
Guatemala vormt twee katholieke kerkprovincies, verdeeld in zestien kerkelijke gebieden.
1. Kerkprovincie Guatemala:
  1. Aartsbisdom Santiago de Guatemala
  2. Bisdom Escuintla
  3. Bisdom Jalapa
  4. Bisdom San Francisco de Asís de Jutiapa
  5. Bisdom Santa Rosa de Lima
  6. Bisdom Verapaz
  7. Bisdom Zacapa
  8. Territoriale prelatuur Santo Cristo de Esquipulas
2. Kerkprovincie Los Altos Quetzaltenango-Totonicapán:
  1. Aartsbisdom Los Altos Quetzaltenango-Totonicapán
  2. Bisdom Huehuetenango
  3. Bisdom Quiché
  4. Bisdom San Marcos
  5. Bisdom Sololá-Chimaltenango
  6. Bisdom Suchitepéquez-Retalhuleu
3. Immediatum:
  1. Apostolisch vicariaat El Petén
  2. Apostolisch vicariaat Izabal